# KNBC
KNBC (também conhecida como NBC 4 Southern California) é uma emissora de televisão estadunidense licenciada para a cidade de Los Angeles, na Califórnia, porém sediada em Universal City. Opera no canal 4 (36 UHF digital), e é uma emissora própria da NBC. Pertence a NBC Owned Television Stations (divisão da NBCUniversal) que também é proprietária (por meio da Telemundo Station Group) da emissora irmã própria da Telemundo licenciada para Corona, KVEA (canal 52). As 2 emissoras compartilham estúdios na parte noroeste do lote do Universal Studios Hollywood, próximo ao Lankershim Boulevard, em Universal City. O transmissor da KNBC está localizado no Monte Wilson.

## História

### KNBH/KRCA (1949-1986)

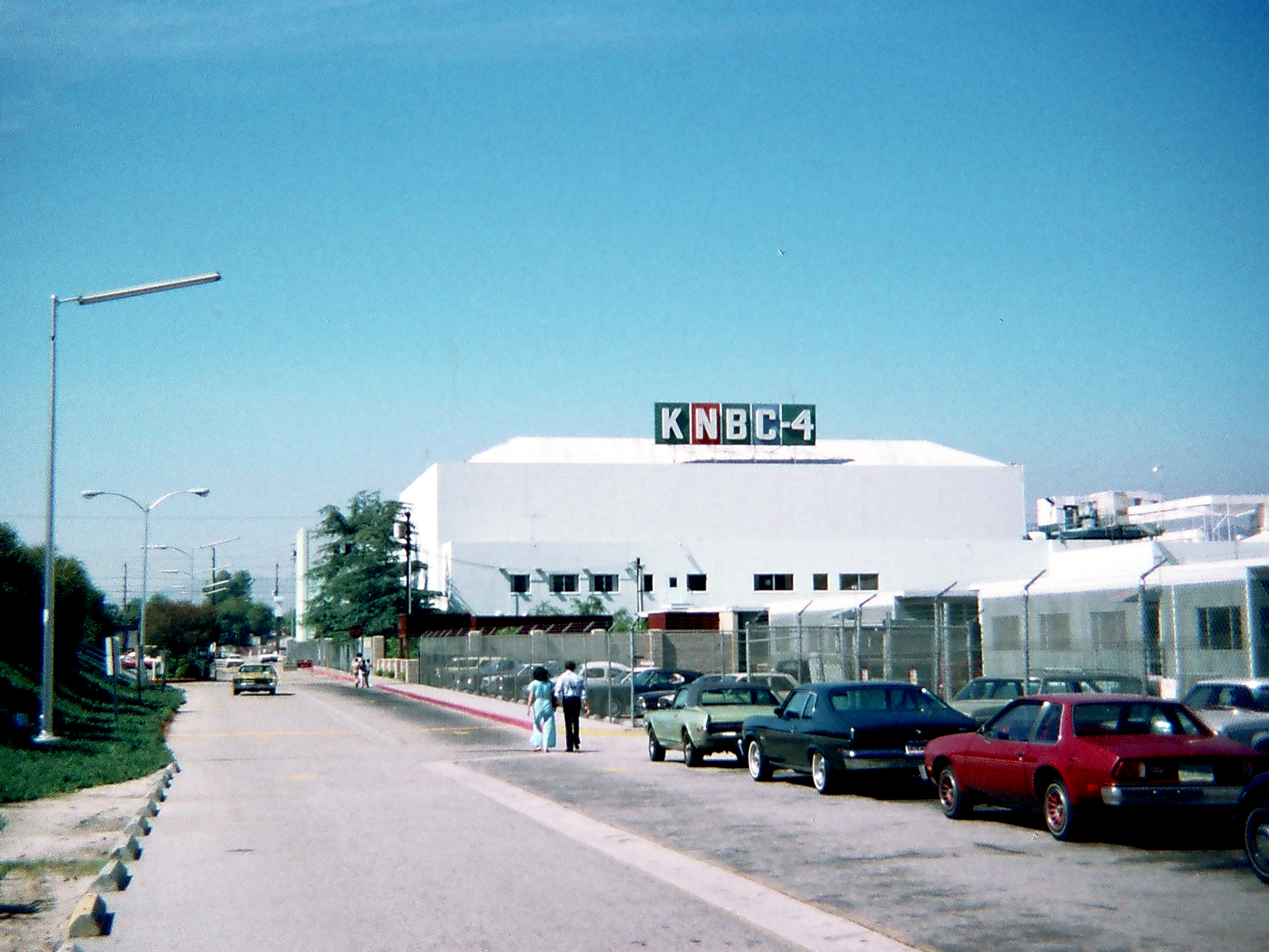
Estúdios da NBC em Burbank, Califórnia, em 1978.

A emissora entrou no ar pela primeira vez com o prefixo KNBH (cujas letras significavam "NBC Hollywood") em 16 de janeiro de 1949. Foi a penúltima emissora VHF a ser inaugurada em Los Angeles. Quando a emissora entrou no ar, marcou a estreia dos programas da NBC na Costa Oeste. Originalmente, a emissora era sediada no NBC Radio City Studios, em Sunset Boulevard, na Vine Street, em Hollywood.
A emissora mudou seu prefixo para KRCA (referência a então controladora da NBC, a Radio Corporation of America) em 18 de outubro de 1954. 

### KNBC (1962-1986; 1995-atual)
O prefixo foi alterado novamente em 11 de novembro de 1962, quando a NBC mudou o prefixo da sua emissora de rádio de São Francisco de KNBC para KNBR, transferindo o prefixo para a emissora de TV de Los Angeles. A mudança coincidiu com a transferência da sede da emissora da NBC Radio City para as instalações do estúdio de transmissão em cores da rede no subúrbio de Burbank. A NBC Color City, como era então conhecida, estava em operação desde março de 1955, e tinha espaço suficiente para acomodar a produção de programação local da KNBC.

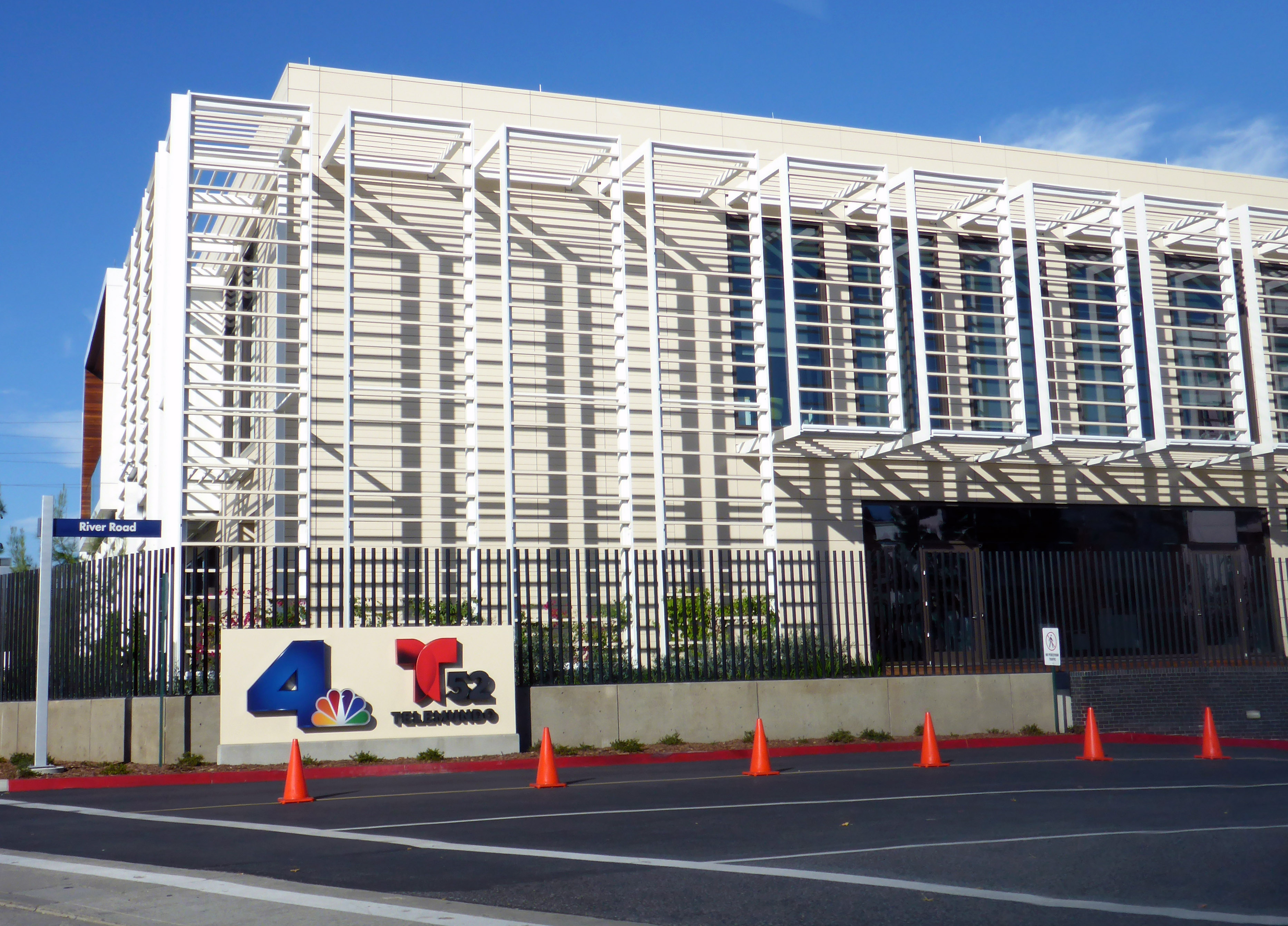
Atual estúdio compartilhado pela KNBC e KVEA

A emissora modificou seu prefixo para KNBC-TV em agosto de 1986, logo após a NBC e a RCA serem compradas pela General Electric. O sufixo "-TV" foi retirado em 6 de setembro de 1995.
Em 11 de outubro de 2007, a NBCUniversal anunciou que colocaria seus estúdios de Burbank à venda, e construiria uma nova sede com equipamentos modernos perto do backlot do Universal Studios Hollywood em Universal City, para unir todas as operações da Costa Oeste da NBCUniversal em uma área. Como resultado, a KNBC, a KVEA e o escritório de Los Angeles da NBC News mudaram-se para uma nova sede no lote da Universal anteriormente ocupado pela Technicolor SA. O estúdio foi inaugurado em 1 de fevereiro de 2014. Pouco depois, a NBCUniversal nomeou o novo centro de transmissão da KNBC e da NBC News em homenagem ao ex-âncora e repórter Tom Brokaw, batizado de Brokaw News Center.

## Sinal digital
| PSIP | Canal digital | Resolução de vídeo | Programação                         |
| ---- | ------------- | ------------------ | ----------------------------------- |
| 4.1  | 36 UHF        | 1080i              | Programação principal da KNBC / NBC |
| 4.2  | 36 UHF        | 480i               | Cozi TV                             |
| 4.3  | 36 UHF        | 480i               | Lx                                  |

Em 2006, a KNBC lançou um canal de notícias local no subcanal digital 4.4 chamado News Raw, que fornecia atualizações de notícias de hora em hora, informações adicionais sobre as últimas notícias e pré-visualização de notícias programadas para ir ao ar nos telejornais do canal principal. 

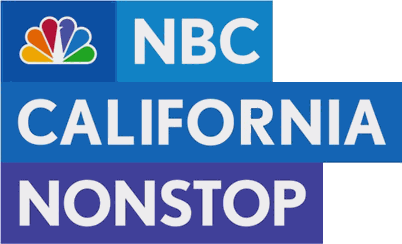
Logotipo do NBC California Nonstop.

Em novembro de 2008, a emissora substituiu o NBC Weather Plus no subcanal 4.2 pelo News Raw. Por sua vez, o subcanal 4.4 passou a transmitir a programação da Universal Sports.
Em 3 de maio de 2011, foi lançado o canal NBC California Nonstop, uma colaboração entre a KNBC e duas outras estações de propriedade da NBC na Califórnia (KNSD em San Diego e KNTV em San José), que substituiu o News Raw. Em 20 de dezembro de 2012, o NBC California Nonstop foi substituído pela Cozi TV.
Em 1º de janeiro de 2014, a Universal Sports fez a transição para um serviço exclusivo de cabo e satélite, fazendo com que suas afiliadas (como a KNBC) substituíssem a rede e removessem o canal de seus sinais digitais por completo.

### Transição para o sinal digital
Com base no decreto federal de transição das emissoras de TV estadunidenses do sinal analógico para o digital, a KNBC descontinuou sua programação regular no sinal analógico pelo canal 4 VHF em 12 de junho de 2009. A emissora se qualificou para a cláusula nightlight no DTV Delay Act, e continuou operando no sinal analógico por 2 meses para fornecer anúncios de serviço público sobre a transição, começando em 12 de junho, e desligando o sinal permanentemente em 26 de junho de 2009.

## Programas
Além de transmitir a programação nacional da NBC, a KNBC produz e exibe os seguintes programas locais:
- California Live: Variedades, com Danielle Nottingham;
- NBC 4 News at 11AM: Telejornal, com Michael Brownlee;
- NBC 4 News at 4PM: Telejornal, com Carolyn Johnson e Michael Brownlee;
- NBC 4 News at 5PM: Telejornal, com Colleen Williams e Chuck Henry;
- NBC 4 News at 6PM: Telejornal, com Carolyn Johnson e Chuck Henry;
- NBC 4 News at 11PM: Telejornal, com Chuck Henry e Colleen Williams;
- NewsConference: Jornalístico, com Conan Nolan;
- Today in LA at 4AM: Telejornal, com Adrian Arambulo e Daniella Guzman;
- Today in LA at 4:30AM: Telejornal, com Adrian Arambulo e Daniella Guzman;
- Today in LA at 5AM: Telejornal, com Adrian Arambulo e Daniella Guzman;
- Today in LA at 6AM: Telejornal, com Adrian Arambulo e Daniella Guzman;
- Today in LA Weekend: Telejornal, com Michelle Valles;

Diversos outros programas compuseram a grade da emissora, e foram descontinuados:
- Channel 4 News
- KNBC Newservice
- News 4 LA
- Newscenter 4

### Programação esportiva
A KNBC transmitiu jogos selecionados dos Dodgers desde sua chegada a Los Angeles, em 1958, até 1989, e jogos dos California Angels de seu estabelecimento em 1961 a 1989 por meio do contrato de transmissão da Major League Baseball da NBC.
A KNBC também fez cobertura local do Super Bowl VII, que foi apresentado no Los Angeles Memorial Coliseum, além dos Super Bowls XI, XVII e XXVII, que foram apresentados no Rose Tigela.
Hoje, a KNBC oferece todos os jogos dos Rams e dos Chargers escolhidos para o NBC Sunday Night Football, além dos Los Angeles Kings e Anaheim Ducks, através do contrato de transmissão da NBC com a NHL, incluindo vitórias nas finais da Stanley Cup em 2007 para os Ducks e em 2012 e 2014 para os Kings.

### Jornalismo
Atualmente, a KNBC transmite 39 horas e 25 minutos de telejornais produzidos localmente a cada semana (com 6 horas, 35 minutos em cada dia da semana, três horas aos sábados e 3 horas e meia aos domingos).
Em abril de 1968, a emissora mudou o título de seus telejornais para KNBC Newservice. O título durou até março de 1976, quando os telejornais adotaram o título NewsCenter 4. A NBC fez mudanças semelhantes em telejornais de outras cidades na mesma época, e a emissora compartilhou a marca NewsCenter com suas emissoras irmãs em Nova York, Washington, D.C. e Chicago. Os telejornais da KNBC foram os últimos a abandonar o título NewsCenter, mudando para News 4 LA em julho de 1982, quando a estação também lançou um telejornal às 16h. O título mudou mais uma vez para Channel 4 News em agosto de 1985. O título foi mantido por 26 anos até 2011, quando tornou-se NBC 4 News.
Por muitos anos, a KNBC produziu um telejornal no final da tarde às 16h, que foi suspenso em 2002, em favor do Dr. Phil, programa que mudou para a KCBS-TV em 2004. A emissora também teve um telejornal de uma hora às 11h, que mais tarde foi reduzido para meia hora antes de ser cancelado no início das Olimpíadas de Inverno de 2010. A emissora reestreou seu telejornal do meio-dia com a duração de meia hora ao meio-dia no início de 2012, que se expandiu para uma hora naquele setembro. A KNBC se tornou a quinta estação no mercado de Los Angeles a começar a transmitir seus telejornais locais em alta definição em 14 de julho de 2008. Em 6 de dezembro de 2011, a emissora firmou uma parceria de jornalismo com a emissora de rádio pública KPCC.
Em 2010, o Norman Lear Center, da Universidade do Sul da Califórnia, apurou que a KNBC tinha a menor cobertura de crime e a segunda maior cobertura de governo local e esportes e clima, em comparação com outras emissoras de Los Angeles. Como parte de um investimento de 2012 feito pela empresa-mãe Comcast, o jornalismo da KNBC contratou 18 funcionários e passou a produzir mais reportagens de jornalismo empresarial. 
Em 2016, mudanças foram feitas na programação diurna da KNBC, o que levou à reestreia do telejornal das 16h. Em 24 de julho de 2016, a emissora estreou um novo pacote gráfico em seus telejornais e atualizou a canopla de seus microfones. A KNBC também renovou seu site em 1° de julho de 2016. Em julho de 2016, a KNBC firmou um acordo de parceria com a Cumulus Media, proprietária da rádio KABC, para transmitir simultaneamente a primeira meia hora do Today in LA e do telejornal das 18h durante a semana. Além disso, alguns dos apresentadores e repórteres da emissora ocasionalmente participavam como convidados nos programas da KABC. 
Em 31 de julho de 2017, a KNBC expandiu o Today in LA em meia hora, e o telejornal passou a começar às 4h.
Em 2 de janeiro de 2019, foi anunciado que o telejornal do meio-dia de uma hora de duração seria reduzido para meia hora em favor do novo programa de variedades California Live, a partir de 7 de janeiro.

## Equipe

### Membros atuais[26]

#### Apresentadores
- Arian Arambulo
- Carolyn Johnson
- Chuck Henry
- Colleen Williams
- Conan Nolan
- Daniella Guzman
- Danielle Nottingham
- Fred Roggin
- Michael Brownlee
- Michelle Valles

#### Meteorologistas
- Anthony Yanez
- Belen De Leon
- David Biggar
- Melissa Magee
- Shanna Mendiola

#### Repórteres
- Angie Crouch
- Annette Arreola
- Beverly White
- Eric Leonard
- Gordon Tokumatsu
- Hetty Chang
- Joel Grover
- John Cádiz Klemack
- Jonathan Gonzalez
- Kathy Vara
- Kim Baldonado
- Kim Tobin
- Lolita Lopez
- Mario Solis
- Mekahlo Medina
- Patrick Healy
- Randy Mac
- Robert Kovacik
- Ted Chen
- Toni Guinyard
- Tony Shin
- Vikki Vargas

#### Trânsito
- Robin Winston

### Membros antigos
- Alycia Lane
- Andy Adler (hoje na WPIX em Nova York)
- Bill Seward (hoje na NBC Sports)
- Bob Abernethy
- Bryant Gumbel (hoje no HBO Sports)
- Byron Miranda (hoje na WPIX em Nova York)
- Crystal Egger
- Danny Villanueva †
- David Garcia †
- David Horowitz †
- David Sheehan †
- Desiree Horton
- Don Stanley †
- Donald Rickles †
- Dr. Bruce Hensel
- Elita Loresca (hoje na KTRK-TV em Houston, Texas)
- Francis Gary Powers †
- Fritz Coleman
- Garrett Glaser
- Jack Perkins †
- Jess Marlow †
- Jim Avila (hoje na ABC News)
- Jim Brown
- John Beard
- John Schubeck †
- Kelly Lange
- Keith Morrison (hoje na NBC News)
- Kent Shocknek
- Kevin O'Connell
- Kyung Lah (hoje na CNN)
- Linda Douglass
- Michele Ruiz
- Nick Clooney
- Paul Moyer
- Pat Sajak (hoje apresentador do Wheel of Fortune)
- Peggy Taylor †
- Rafer Johnson †
- Robert W. Morgan †
- Ross Becker (hoje na KAAL-TV em Austin, Minnesota)
- Ross Porter
- Sonya Crawford
- Steve Somers (hoje na rádio WFAN em Nova York)
- Stu Nahan †
- Tracie Savage
- Tom Brokaw
- Tom Snyder †
- Tritia Toyota
- Victor Bozeman †
- Warren Olney
- Wendy Tokuda
- Whit Johnson (hoje na ABC News)